# جوردی فابریکات
جوردی فابریکات (انگلیسی: Jordi Fabregat؛ زادهٔ ۴ دسامبر ۱۹۶۱) بازیکن فوتبال اهل اسپانیا است.
از باشگاه‌هایی که در آن بازی کرده‌است می‌توان به باشگاه فوتبال هرکولس، باشگاه فوتبال کوردوبا و باشگاه فوتبال خرز اشاره کرد.
او همچنین در تیم‌های ملی فوتبال زیر ۱۸ سال اسپانیا، زیر ۱۹ سال اسپانیا، زیر ۲۰ سال اسپانیا و زیر ۲۱ سال اسپانیا بازی کرده‌است.